# Aspidophiura corone
Aspidophiura corone är en ormstjärneart som beskrevs av Paul E. Hertz 1927. Aspidophiura corone ingår i släktet Aspidophiura och familjen Ophiolepididae. Inga underarter finns listade i Catalogue of Life.